# ボーアマン (小惑星)
ボーアマン (1635 Bohrmann) は、小惑星帯に位置する小惑星である。カール・ラインムートがハイデルベルクのケーニッヒシュトゥール天文台で発見した。
ケーニッヒシュトゥール天文台に30年余り勤め、9個の小惑星を発見したアルフレート・ボーアマンに因んで名付けられた。